# George Bell (homme politique canadien)
Pour les articles homonymes, voir George Bell et Bell.
George Bell (9 décembre 1869-9 juin 1940) est un homme politique canadien de la Colombie-Britannique. Il est député provincial libéral de la circonscription britanno-colombienne de Victoria City de 1916 à 1920.

## Biographie
Né à Markdale (en) dans les Grey Highlands (en) en Ontario, Bell sert comme maire de la cité d'Enderby pendant 6 ans.
Bell meurt à Vancouver en juin 1940 à l'âge de 70 ans.